# Ramon Cortinas Grau
Ramon Cortinas i Grau (Sant Andreu de Palomar, 24 de juliol de 1888 - Barcelona, 26 de setembre de 1960) fou un baríton català que va actuar al Gran Teatre del Liceu i a l'estranger.

## Biografia
Va néixer i morir a la casa pairal del número 34 del carrer Agustí Milà de Sant Andreu de Palomar, actualment barri de Barcelona. El seu pare Ferran Cortinas Gordi era pagès i conreava les terres a la Torre Baró i la seva mare Maria Grau Oliba, era mestressa de casa.
"Amb una veu fabulosa" cantava al Cor de les Filles de Maria de la Parròquia de Sant Andreu de Palomar. Era baríton i cantava sarsueles i òpera. Va debutar al Liceu amb Rigoletto. Durant la Segona República va cantar al Teatre Olympia des del 1930 al 1937. El 16 de gener de 1935 va estrenar al Liceu El estudiante de Salamanca de Joan Gaig al costat de Carme Bau Bonaplata i Hipòlit Lázaro. Era íntim amic d'Hipòlit Lázaro, Maria Espinalt, Josefina Blanch, Avele de Angeli entre altres cantants.